# 罗德马克
罗德马克（法語：Rodemack，法語發音：[ʁɔdmak]；洛林法兰克语：Roudemaacher）是法国摩泽尔省的一个市镇，位于该省西北部，属于蒂永维尔区。

## 地理
罗德马克（49°28'8"N, 6°14'10"E）面积9.96 平方千米，位于法国大東部大區摩泽尔省，该省份为法国东北部内陆省份，是洛林的一部分，西南接默尔特-摩泽尔省，东临下莱茵省，北与卢森堡和德国接壤。
与罗德马克接壤的市镇（或旧市镇、城区）包括：皮特朗日-莱蒂永维尔、贝伦莱锡尔克、大布雷斯特罗、卡特农、菲克塞姆、下伦根。

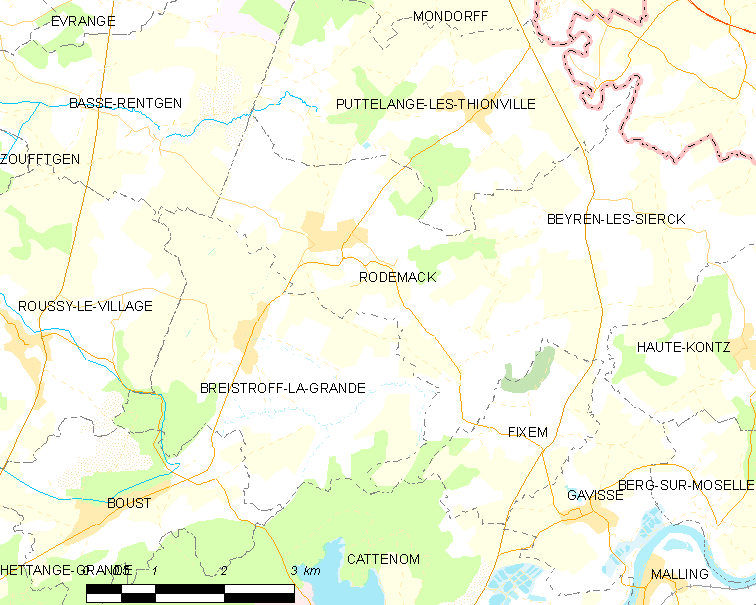
罗德马克的OSM定位图

罗德马克的时区为UTC+01:00、UTC+02:00（夏令时）。

## 行政
罗德马克的邮政编码为57570，INSEE市镇编码为57588。

## 政治
罗德马克所属的省级选区为于茨县。

## 人口

1962-2008年间罗德马克人口变化图示

罗德马克于2022年1月1日时的人口数量为1282人。